# Edward Mitchell
Edward Paul "Ed" Mitchell Jr. (ur. 23 lipca 1901 w Filadelfii, zm. 25 czerwca 1970 tamże) – amerykański wioślarz, brązowy medalista olimpijski.
Wystąpił na igrzyskach olimpijskich w Paryżu w 1924, gdzie reprezentanci Stanów Zjednoczonych w składzie: Robert Gerhardt, Sidney Jelinek, Edward Mitchell, Henry Welsford i John Kennedy (sternik) zdobyli brązowy medal w czwórkach ze sternikiem. W finale wyprzedzili ich Szwajcarzy i Francuzi. Był to jego jedyny start olimpijski.
Z zawodu był inżynierem.